# 似顔絵

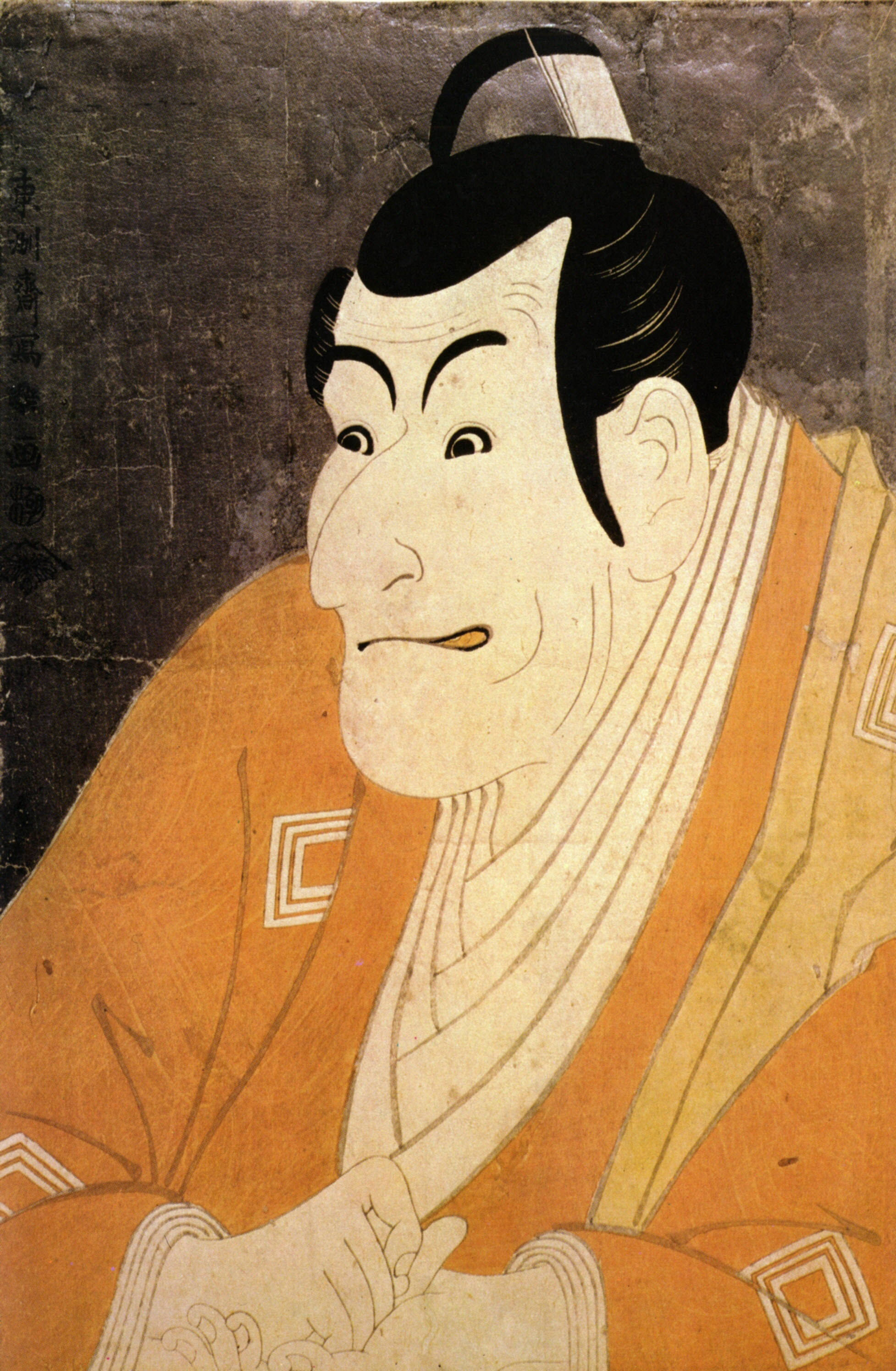
東洲斎写楽による浮世絵：市川鰕蔵の似顔絵

似顔絵（にがおえ）とは、人物の容貌や特徴をとらえて、あるいはデフォルメして描いた人物画。
語源は浮世絵の役者絵のうち、役者の個性をとらえて描いたものの呼称。それ以降、浮世絵に限らず、人物の顔を克明に写実するか、あるいはデフォルメ（カリカチュア）して描いたもののうち、ファインアート（いわゆる肖像画）を除く漫画やイラストレーションなどを、すべて「似顔絵」と呼ぶようになった。

## 歴史
大和絵においては、公人の記録のための似絵（にせえ）や、禅宗における頂相（ちんぞう）と呼ばれる肖像画の分野があった。
浮世絵初期の役者絵は、役者個人の特徴をとらえたものではなかった。浮世絵中期にあたる明和年間、一筆斎文調や勝川春章が役者個人個人の特徴をとらえた浮世絵を描きはじめ、これが「似顔絵」と呼ばれるようになる。
役者似顔絵を得意とした絵師には、勝川春好、勝川春英、鳥居清長、東洲斎写楽、歌川豊国などがいる。
第二次世界大戦後・朝鮮戦争中には、絹こすり絵というアメリカ軍兵士向けのお土産品としての肖像画が作られた。

## 似顔絵の種類と用途

### 犯罪捜査としての似顔絵
警察による身元不明者や犯罪被害者（白骨死体から復顔した後など）の情報提供を呼びかける場合や、犯人を指名手配する際の写真が得られない場合、または指名手配犯が整形手術で顔形を変える可能性がある場合、「似顔絵」または「整形後の想像画」を用いることが多い。これらを担当する警察官は似顔絵捜査官と呼ばれる。
また、似顔絵は顔の特徴を強調するため、写真やビデオ画像よりも犯人の記憶を思い起こしやすく、かえって逮捕に繋がりやすいという。

### 似顔絵描き

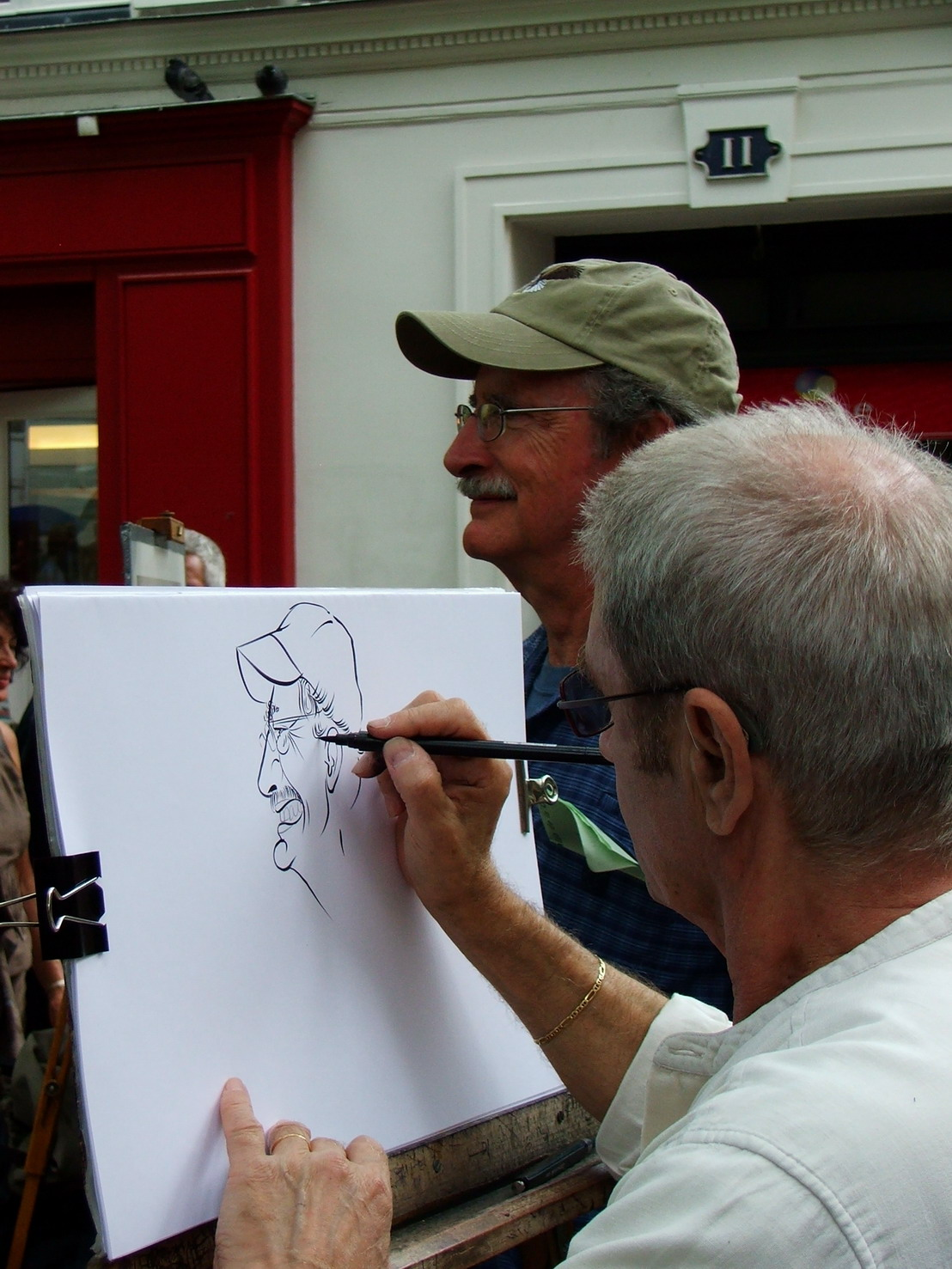
パリ・テルトル広場で制作中の似顔絵師

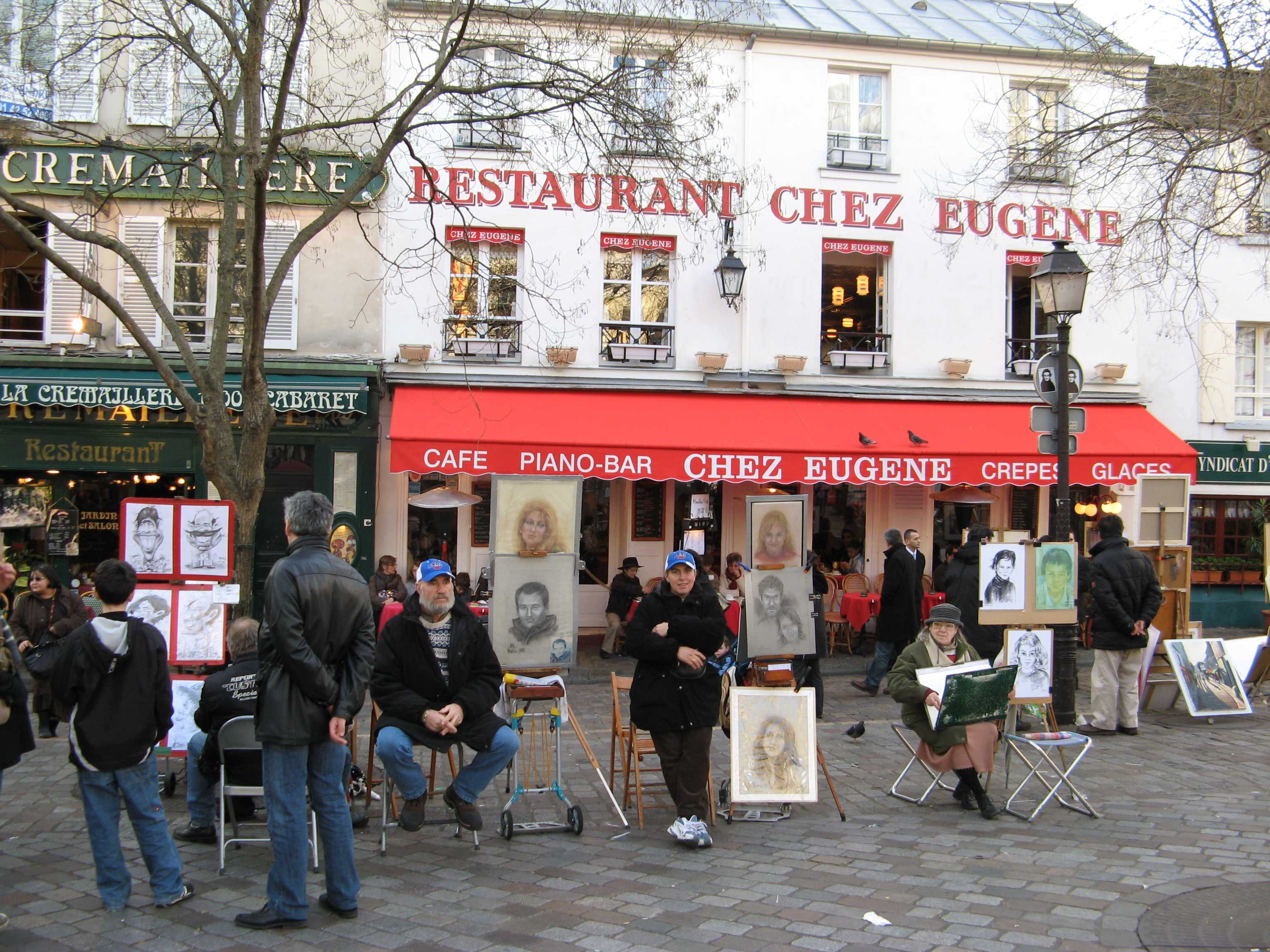
テルトル広場の画家たち

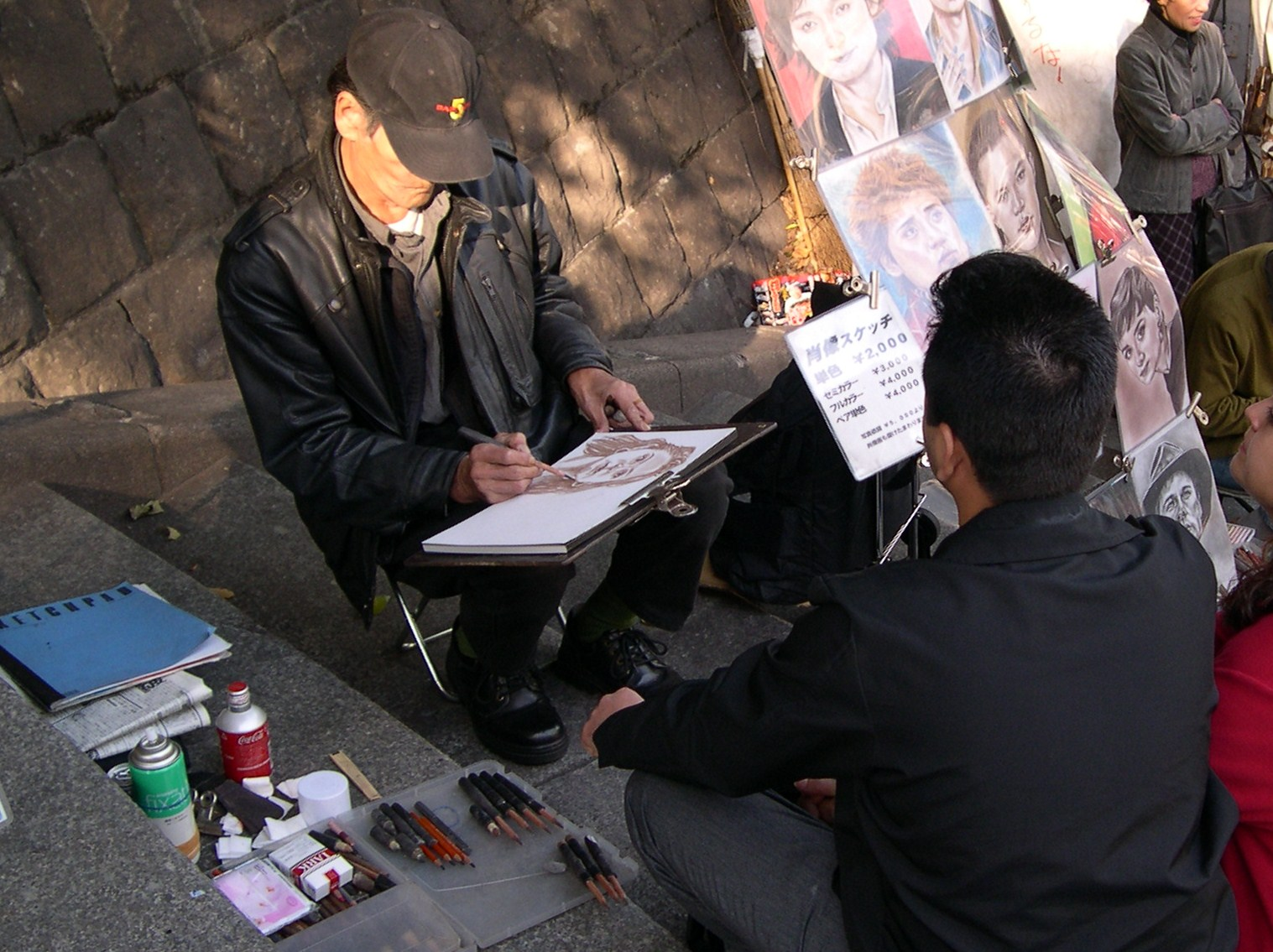
東京上野の似顔絵画家

街角に立ち、似顔絵の見本を並べ、観光客の似顔絵を描いて収入を得る「似顔絵描き」と呼ばれる職業がある。無名画家たちが収入源を得る手段のひとつとしているほか、専業も多く存在する。
フランスのパリ・モンマルトルにあるテルトル広場は似顔絵描きが数多くいることで知られ、観光スポットになっている。
日本では東京の上野公園の入り口階段付近やイベント会場などで似顔絵描きが行われている。1914年（大正3年）、静岡駅頭で似顔絵を描いた漫画家・服部亮英を嚆矢とする専門家もいる。

### 似顔絵漫画
似顔絵は、漫画における技法でもある。デフォルメを行う場合、風刺やパロディの要素を帯びる。政治や世情に関する風刺や批判を目的とする漫画（風刺漫画）やスポーツ・芸能の情報関連の漫画では、有名人の似顔絵がほとんど必須である。
日本では山藤章二が似顔漫画分野の第一人者で、朝日新聞の記事カット用の似顔絵を長年担当したほか、1981年から週刊朝日誌上で投稿コーナー「山藤章二の似顔絵塾」の連載を持ち、塾生（一般投稿者）から多くのプロ似顔絵描きを輩出した。

### 芸能メディアにおける似顔絵の利用
テレビ番組、特にバラエティ番組においては、放送中の番組に出演していないタレントをワイプ合成などで紹介する際に、そのタレントの写真を使用すると肖像権が絡むため、芸能事務所など関係各所の許可が得られずに写真を使用できない場合や、許可は得られても肖像権料が高い場合などで、似顔絵で代用することがある。
- ジャニーズ事務所は長らく所属タレントの写真の使用を原則認めなかった[4]が、2018年1月31日から一部認めるようになってきている[5]。

このほか、タレントが結婚を公表した際に、配偶者が芸能関係などではない一般人である場合は、プライバシー保護の観点から記者会見などで配偶者を写真ではなく、「芸能人に例えると●●さん」と言いながら自作の似顔絵で紹介することがある。当然に似顔絵は上手・下手があるものの、それも含めての話題作りとなっている。

## 参考図書
- 山藤章二『カラー版 似顔絵』 岩波新書 岩波書店 ISBN 4004306752 2000年
- 和田誠『似顔絵物語』 白水社 ISBN 4560046638 1998年
- 小河原智子『似顔絵18のテクニック―ワンポイントで楽しむ』 日貿出版社 ISBN 4817032847 2002年
- 小河原智子『小河原智子のだれでもカンタン!「ポジション式」似顔絵入門』造事務所 (編集) 河出書房新社 ISBN 4309268382 2005年
- 清つねお『似顔絵教室』 晩成書房 ISBN 4893802712 2002年
- 「似顔絵漂流記」アウトドア・ライフの大衆芸人 ：玉川しんめいパンリサーチインスティテュート
- 似顔絵情報誌 『NIDO1号』 NIDO編集部 2009年7月
- 似顔絵情報誌 『NIDO2号』 NIDO編集部 2009年12月